# Kleines Wiesental
Kleines Wiesental är en kommun i Landkreis Lörrach i regionen Schwarzwald-Baar-Heuberg i Regierungsbezirk Freiburg i förbundslandet Baden-Württemberg i Tyskland.
Kommunen bildades 1 januari 2009 genom en sammanslagning av kommunerna  Bürchau, Elbenschwand, Neuenweg, Raich, Sallneck, Tegernau, Wies och Wieslet